# Anastrepha scobinae
Anastrepha scobinae är en tvåvingeart som beskrevs av Stone 1942. Anastrepha scobinae ingår i släktet Anastrepha och familjen borrflugor. Inga underarter finns listade i Catalogue of Life.